# Homerun

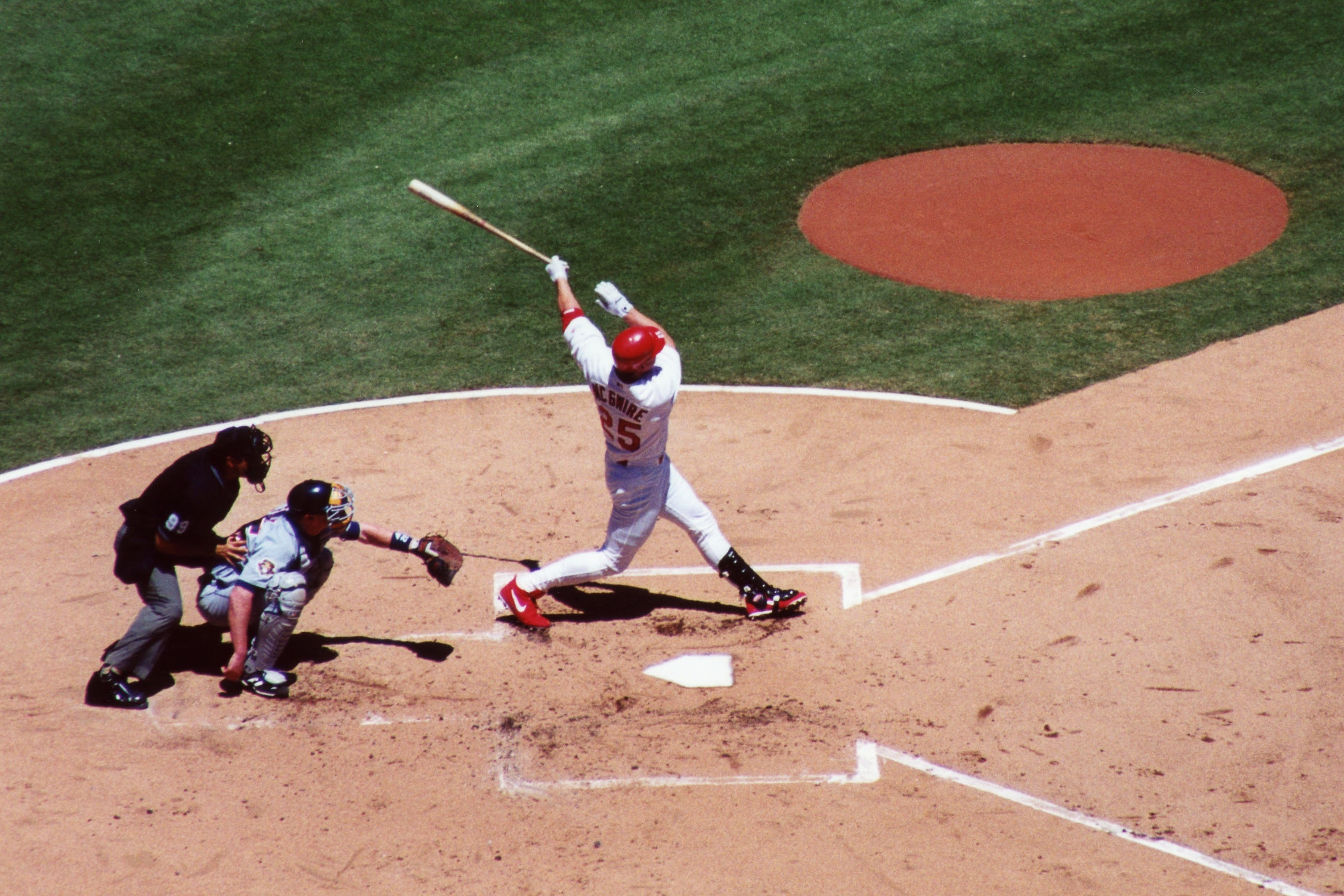
Mark McGwire odpaluje homerun

Homerun je typ baseballového nebo softballového odpalu, při kterém pálkař odpálí takovým způsobem, že bez chyby polařů oběhne všechny mety a pro svůj tým získává bod. Pokud jsou jeho spoluhráči na metách, získávají body i oni. Nejčastěji je to odpal za oplocení hřiště. Homeruny patří k nejpopulárnějším aspektům baseballu a jsou sledovány v různých statistikách a rekordech; hráči odpalující hodně homerunů patří k největším hvězdám svých týmů.

## Typy homerunů
V moderním baseballu dochází k homerunu obvykle tak, že se pálkaři povede míček odpálit až za oplocení hřiště. Výjimečně ale pálkař stihne oběhnout všechny mety i v případě dlouhého odpalu dovnitř hřiště, který projde za zadní polaře (většinou do rohů hřiště, neočekávaným odrazem atp.), kteří ho nestihnou včas zpracovat a přihodit na domácí metu. To se označuje jako inside-the-park homerun („homerun uvnitř hřiště“). Ve většině případů se jedná o velmi těsnou hru, při které běžec získává domácí metu skluzem.
Pokud jsou v okamžiku odpalu obsazené všechny tři mety a pálkaři se podaří odpálit homerun, získá tímto jediným odpalem jeho družstvo čtyři body. Taková situace se označuje jako grand slam.
Pokud homerun nastane ve druhé půlsměně poslední směny (nebo nastavené směny při nerozhodném stavu) a družstvo díky němu dosáhne vítězného bodu, takže je ihned poté ukončen zápas, označuje se odpal jako walk-off homerun. Pokud došlo k takovému homerunu odpálením až za hranice hřiště, jde o výjimku z obvyklého pravidla, že zápas v takové situaci končí prvním doběhem, kterým družstvo získá vedoucí bod; při homerunu se totiž nechají doběhnout a skórovat všichni běžci včetně běžícího pálkaře.
Homerun úvodního pálkaře v první směně hry se označuje jako lead-off homerun.
Některé výše uvedené typy se mohou kombinovat, čímž vznikají ještě vzácnější kombinace, jako např. walk-off grand slam.